# NGC 3451
NGC 3451 ist eine Spiralgalaxie vom Hubble-Typ Sd im Sternbild Kleiner Löwe. Sie ist schätzungsweise 58 Millionen Lichtjahre von der Milchstraße entfernt. Die Entfernungsmessungen basierend auf den Radialgeschwindigkeiten stimmen nicht mit den rotverschiebungsunabhängigen Entfernungsschätzungen von 103 ± 15 Millionen Lichtjahren überein.
Das Objekt wurde am 11. April 1785 von Wilhelm Herschel entdeckt.